# L'uomo che catturò Eichmann
L'uomo che catturò Eichmann (The Man Who Captured Eichmann) è un film per la televisione diretto da William A. Graham con protagonista Robert Duvall e Arliss Howard, basato sul romanzo Eichmann in My Hands scritto di Peter Z. Malkin e Harry Stein.

## Trama
Peter Malkin è un agente segreto con il compito di catturare Adolf Eichmann, uno dei più noti criminali nazisti, sfuggito alle autorità rifugiatosi in Argentina dove si è rifatto una vita. Per poterlo consegnare alle autorità europee, Malkin organizza un rapimento.